# Фенікс (мобільний оператор)
«Фенікс» (рос. Феникс) — незаконна телекомунікаційна компанія, що надає послуги мобільного зв'язку на території окупованої частини Донецької області та контролюється терористичною організацією «ДНР».
Формат номера: +380 (71) xxx xxxx (протизаконно самоприсвоєно) або +7 (949) xxx-xx-xx.

## Історія
Мережу запущено на базі захопленого терористами в ході бойових дій телекомунікаційного обладнання українського телекомунікаційного оператора «Київстар» та з використанням номерів з кодами Vodafone Україна «050» і lifecell «093».
У період повної відсутності українського мобільного зв'язку в стандарті GSM 900/1800 (у стандарті CDMA до серпня 2018-го року залишався працювати Інтертелеком) на окупованих територіях у першій половині (з 11 січня) 2018 року «Фенікс» набув популярності, як основний мобільний оператор в ОРДО.
9 березня 2018 року оголошено про плани зміни телефонного коду країни з +380 на +7.
14 березня 2018 року на базі захопленого обладнання ТриМоб запущено мережу 3G в Донецьку, Горлівці та Макіївці.
8 вересня 2018 року мобільний інтернет в стандарті 4G LTE 800 (band 20) став доступний всім абонентам на 80 % території ОРДО, пізніше було точково підсилено місткість мережі в поширених місцях завдяки обладнанню на частотах band 3 і band 7
7 травня 2022 року до нумерації було додано російський код +7 (949)

## Зв'язок поза окупованих територій
Зв'язок (дзвінки і SMS) з українськими операторами неможливий.
При цьому підтримуються дзвінки та повідомлення через деякі інтернет-сервіси
Поза мережею абоненти оператора обмежені повним з'єднанням тільки з мережею «Лугакома» на тимчасово окупованій території Луганщини.